# Коэффициент использования тепловых нейтронов
Коэффициент использования тепловых нейтронов θ — параметр цепной ядерной реакции, показывающий, какая доля тепловых нейтронов поглощается ядерным горючим.

## Гомогенный реактор
Замедлитель и ядерное топливо в гомогенной активной зоне облучаются потоками тепловых нейтронов одинаковой плотности φ. Если принять, что гомогенная смесь состоит из замедлителя и ядерного топлива (урана), то влияние на коэффициент использования тепловых нейтронов θ таких параметров как разбавление урана замедлителем, обогащение урана и температура нейтронов будет следующим:
Количество тепловых нейтронов, поглощённых за 1 с в единице объёма гомогенной смеси:
Σaφ=(ΣЗa+ΣUa)φ, где
φ — нейтронный поток

Σa — макроскопическое сечение поглощения смеси;

ΣЗa — макроскопическое сечение поглощения замедлителя;

ΣUa — макроскопическое сечение поглощения урана.
Таким образом, коэффициент θ равен доле тепловых нейтронов, поглощённых в уране:
θ=ΣUaφ/Σaφ=ΣUa/(ΣUa+ΣЗa).
Если заменить макроскопические сечения микроскопическими по формуле Σi=Nσi, получим последнее выражение в виде
{\displaystyle \theta ={\frac {1}{1+N_{3}\sigma _{a}^{3}/N_{U}\sigma _{a}^{U}}}}
Из анализа формулы следует три вывода:
1. коэффициент θ гомогенной смеси не зависит от скорости нейтронов v, а значит, и от температуры нейтронов Tn, если сечение поглощения σa всех компонентов смеси подчиняется закону 1/v;
2. с увеличением концентрации урана в смеси коэффициент θ стремится к единице. Наоборот, разбавление урана замедлителем ведёт к уменьшению коэффициента θ
3. с повышением обогащения урана возрастают сечение поглощения σUa и коэффициент θ.

## Гетерогенный реактор
Гетерогенная активная зона, в отличие от гомогенной, неоднородна для тепловых нейтронов, так как сечения поглощения замедлителя и материала ТВЭЛа резко различаются. Рассмотрим изменение величины θ при переходе от гомогенной системы к гетерогенной на примере цилиндрической ячейки, состоящей из уранового стержня и замедлителя.
Быстрые нейтроны теряют свою энергию в замедлителе, так как урановый стержень состоит только из тяжелых атомов. Следовательно, замедлитель является источником тепловых нейтронов. Из замедлителя тепловые нейтроны перетекают в урановый стержень. Величина потока нейтронов φ уменьшается от границы ячейки к её центру.
Поглощение тепловых нейтронов в гетерогенном реакторе ядрами замедлителя больше, чем в гомогенном. Поэтому при одинаковом составе активной зоны коэффициент θгет гетерогенного реактора меньше, чем коэффициент θгом гомогенного реактора. Переход от гомогенной системы к гетерогенной ухудшает использование тепловых нейтронов в цепной реакции. Например, в квадратной уран-графитовой решётке с шагом a=30 см и стержнем из природного урана диаметром d=3 см отношение количества атомов NC / NU=215, а коэффициент θгет=0,885. В гомогенной смеси с таким соотношением ядер углерода и природного урана значение θгом=0,915. В данном случае эффективность использования тепловых нейтронов при переходе к гетерогенной системе снижается примерно на 3%.